# Paolo Nani
Paolo Nani (Ferrara, 8 novembre 1956) è un attore teatrale e regista teatrale italiano.
Risiede e lavora a Vordingborg (in Danimarca) dal 1990.

## Biografia
Originario di Ferrara, nel 1978 entra in contatto con la compagnia teatrale di origine argentina Teatro Nucleo, diretta da Cora Herrendorf e Horacio Czertok. Lavorerà con la compagnia fino al 1990, esibendosi in tutt'Europa.
Nell'autunno dello stesso anno si stabilisce in Danimarca. Incomincia una collaborazione con il Teatret Cantabile 2 diretto da Nullo Facchini, lavorando in "Stumfugle" (Primo Premio al Festival Impulse ´92, Germania), poi in "Helvede", ispirato a Dante (premiato nel '93 dall'Associazione Critici Danesi).
Risale al 1992 lo spettacolo La lettera, che riscuoterà grande successo in tutto il mondo e riceverà numerosi premi.
Nel 1995 fonda la propria compagnia che denominerà Paolo Nani Teater. Come attore, prende parte a cinque edizioni del Köln Comedy Festival e a quattro edizioni del London International Mime Festival.
A tutt'oggi, le repliche de La Lettera hanno superato le 1400 tra: Austria, Belgio, Brasile, Cile, Colombia, Costa Rica, Croazia, Danimarca, Finlandia, Francia, Germania, Grecia, Groenlandia, Inghilterra, Irlanda, Islanda, Italia, Lussemburgo, Norvegia, Paesi Bassi, Polonia, Portogallo, Repubblica Ceca, Russia, Scozia, Serbia, Slovacchia, Spagna, Svezia, Svizzera, Turchia, Ungheria.
Nel 2004 L'arte di morire è nominato per il Premio Årets Reumert.
Paolo Nani è molto impegnato nella pedagogia teatrale. Ha tenuto e tiene corsi e workshop in Italia, Danimarca, Islanda, Svizzera, Norvegia, Colombia.
Dal 2017 è inoltre impegnato nella realizzazione di video con spunti di riflessione sul mestiere dell'attore e sulla vita da artista. 

## Teatrografia parziale
- Piccole Catastrofi (Små Katastrofer) (2014)
- Jekyll On Ice (2012)
- Jekyll & Hide (2009)
- White brain wash (2007)
- My head (2005)
- L'arte di morire (2003)
- Aliens - c'è vita sulla Terra? (1997)
- La lettera (1992) Primo Premio United Slapstick - The European Comedy Award, Frankfurt a.m. 1994; Primo Premio Roner SurPris 2005 - Carambolage, Bolzano.

## Regie teatrali
- The Shocking Puppet Show (versione danese - Paolo Nani Teater) (2014)
- The shocking puppet show (2009) (Kosmocomico Teatro). Primo Premio agli "Eolo Awards 2011", Milano, come miglior spettacolo visuale.
- Don't let me down (2008) (Paolo Nani Teater)
- Mandala (2005) (Compagnia Teatrinviaggio)
- Il canto di Marta (2001) (Compagnia Eduardo). Finalista del premio Stregagatto 2002.